# Egebæksvang Sogn
Egebæksvang Sogn er et sogn i Helsingør Domprovsti (Helsingør Stift).
Egebæksvang Kirke blev i 1897 indviet som filialkirke til Tikøb Kirke, og Egebæksvang Sogn blev i 1928 udskilt fra Tikøb Sogn, som hørte til Lynge-Kronborg Herred i Frederiksborg Amt. Tikøb sognekommune, der også omfattede Egebæksvang Sogn, blev ved kommunalreformen i 1970 indlemmet i Helsingør Kommune.
Sthens Kirke blev indviet i 1983. Allerede 1. december 1977 var Sthens Sogn udskilt fra Sankt Olai Sogn og  Egebæksvang Sogn.
Mørdrup Kirke blev opført i to etaper (1976 og 1984). 1. juli 1977 blev Mørdrup Sogn udskilt fra Egebæksvang Sogn.
I Egebæksvang Sogn findes følgende autoriserede stednavne:
- Dalsborg (bebyggelse, ejerlav)
- Egebæksvang (areal, ejerlav)
- Espergærde (bebyggelse, ejerlav)
- Mørdrup (bebyggelse, ejerlav)
- Skotterup (bebyggelse, ejerlav)
- Snekkersten (bebyggelse, ejerlav)
- Tibberup (bebyggelse, ejerlav)